# Cantón de Chambley-Bussières
El cantón de Chambley-Bussières era una división administrativa francesa, que estaba situada en el departamento de Meurthe y Mosela y la región de Lorena.

## Composición
El cantón estaba formado por doce comunas:
- Chambley-Bussières
- Dampvitoux
- Hagéville
- Mars-la-Tour
- Onville
- Puxieux
- Saint-Julien-lès-Gorze
- Sponville
- Tronville
- Villecey-sur-Mad
- Waville
- Xonville

## Supresión del cantón de Chambley-Bussières
En aplicación del Decreto nº 2014-261 de 26 de febrero de 2014, el cantón de Chambley-Bussières fue suprimido el 22 de marzo de 2015 y sus 12 comunas pasaron a formar parte; nueve del nuevo cantón de Jarny y tres del nuevo cantón de Pont-à-Mousson.